# Mattia Zaccagni
Mattia Zaccagni, född 16 juni 1995 i Cesena, är en italiensk fotbollsspelare som spelar för SS Lazio.

## Karriär
Zaccagni gjorde sin debut som professionell fotbollsspelare med Venezia 2014. Debuten i högsta divisionen Serie A gjorde han 2015 med Verona. Debut i det italienska landslaget skedde 2022, och 2024 medverkar i han i Europamästerskapet i fotboll 2024.